# Myxovirus influenzae
Ce taxon est aujourd'hui obsolète.
Cet article court présente un sujet plus développé dans : Orthomyxoviridae.
Myxovirus influenzae est un genre de virus obsolète depuis le siècle dernier et correspondant à la famille des Orthomyxoviridae depuis la version 2018b de l'ICTV. Ce taxon regroupait des virus à ARN monocaténaire de polarité négative et à génome segmenté parmi lesquels on trouvait notamment les virus de la grippe.
La taxonomie de la famille des Orthomyxoviridae peut être résumée par l'arborescence suivante :
- Famille : Orthomyxoviridae
  - Genre : Alphainfluenzavirus
    - Espèce : virus de la grippe A
      - sous-type H1N1
      - sous-type H1N2
      - sous-type H2N2
      - sous-type H2N3
      - sous-type H3N1
      - sous-type H3N2
      - sous-type H3N8
      - sous-type H5N1
      - sous-type H5N2
      - sous-type H5N3
      - sous-type H5N6
      - sous-type H5N8
      - sous-type H5N9
      - sous-type H6N1
      - sous-type H6N2
      - sous-type H7N1
      - sous-type H7N2
      - sous-type H7N3
      - sous-type H7N4
      - sous-type H7N7
      - sous-type H7N9
      - sous-type H9N2
      - sous-type H10N7

  - Genre : Betainfluenzavirus
    - Espèce : virus de la grippe B

  - Genre : Gammainfluenzavirus
    - Espèce : virus de la grippe C

  - Genre : Deltainfluenzavirus
    - Espèce : virus de la grippe D

  - Genre : Isavirus
    - Espèce : isavirus du saumon

  - Genre : Quaranjavirus
    - Espèce :  Q. araguariense
    - Espèce :  Q. chadense
    - Espèce :  Q. johnstonense
    - Espèce :  Q. quaranfilense
    - Espèce :  Q. tyulekense
    - Espèce :  Q. wellfleetense

  - Genre : Thogotovirus
    - Espèce : thogotovirus Dhori
    - Espèce : thogotovirus Thogoto